# 尾宿增四
HD 162391，又名CD-3412170，SAO 209390、HR 6648，是一颗恒星，视星等为5.84，位于銀經356.03，銀緯-4.04，其B1900.0坐标为赤經17h 45m 40.9s，赤緯-34° -4.04′ 24″。